# Pyrrhobryum mauritianum
Pyrrhobryum mauritianum är en bladmossart som beskrevs av Monte Gregg Manuel 1980. Pyrrhobryum mauritianum ingår i släktet Pyrrhobryum och familjen Rhizogoniaceae. Inga underarter finns listade i Catalogue of Life.